# Trung tâm bảo tồn tàu đắm
Trung tâm bảo tồn tàu đắm là một chi nhánh của Bảo tàng Hàng hải Quốc gia ở Gdańsk, được khai trương vào năm 2016 trong một tòa nhà được thiết kế đặc biệt ở Tczew, gần với Bảo tàng Sông Vistula.
Bảo tàng bao gồm hai phần chính: xưởng bảo tồn và kho xưởng, hai xưởng này bổ sung cho nhau.

## Kinh phí

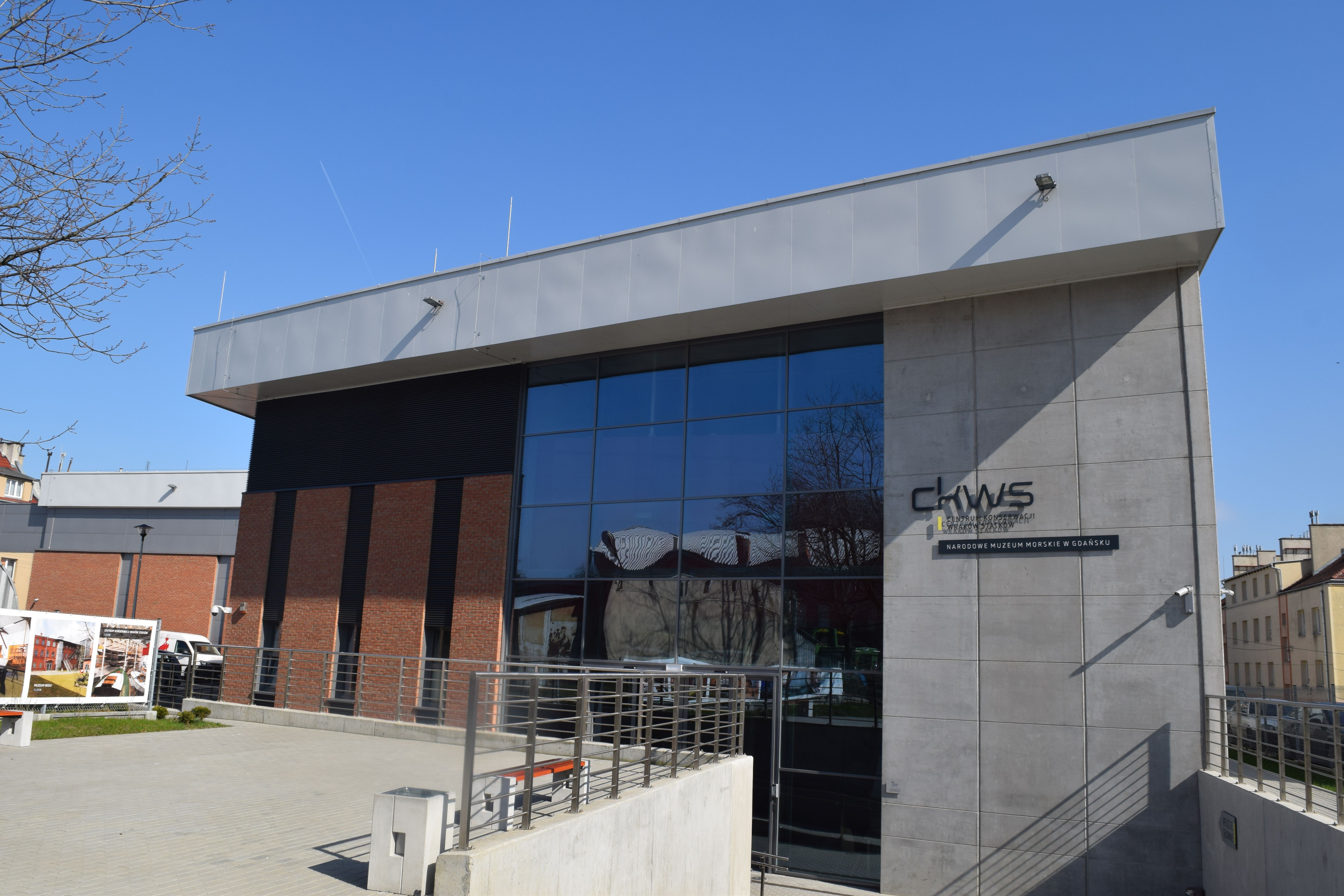
Trung tâm bảo tồn tàu đắm

Trung tâm đã được khai trương nhờ sự hợp tác với Bảo tàng Hàng hải Na Uy ở Oslo và Bảo tàng Lịch sử Văn hóa, Oslo. Nơi đây được tài trợ bởi EEA and Norway Grants (85%) và Bộ Văn hóa và Di sản quốc gia Ba Lan (15%). Mục đích của khoản tài trợ là làm cho di sản hàng hải có thể tiếp cận được với những người trẻ tuổi và thế hệ của tương lai.

## Xưởng bảo tồn
Xưởng được trang bị với các thiết bị hiện đại và được sử dụng để tiến hành bảo tồn và tái thiết các mảnh vỡ của tàu và các vật thể khác. Xưởng được chia thành các khu vực làm việc nhỏ hơn bao gồm xưởng thép, xưởng đóng thuyền và xưởng mộc; RTG và thiết bị quét và máy quang phổ dùng để kiểm tra thành phần của các mảnh kim loại. 

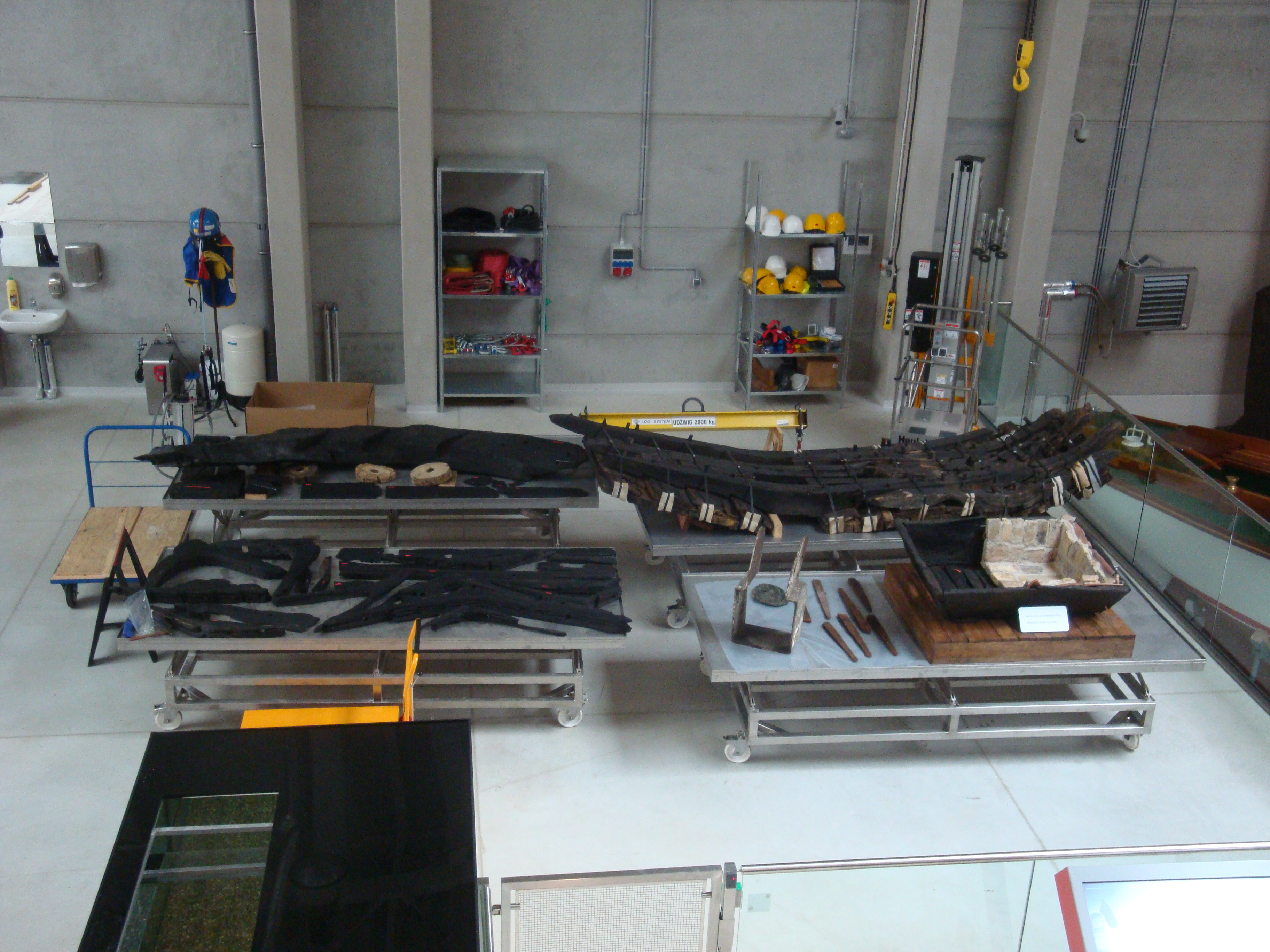
Hội thảo bảo tồn tại Trung tâm bảo tồn tàu đắm

Gỗ được phục hồi từ dưới nước bởi các nhà khảo cổ được bảo tồn trong một hệ thống bể đặc biệt, nơi nó có thể được chứa với các giải pháp đặc biệt. Làm sạch đồ vật bằng kim loại được thực hiện bằng máy làm sạch chuyên dụng. Các phần tử nặng được di chuyển với một cần trục có khả năng nâng tới trọng lượng 5 tấn.
Xưởng là một nhà kho lớn, không có tường bên trong. Tầng lửng cho phép du khách chiêm ngưỡn các công trình tái thiết đang được tiến hành và quan sát từng giai đoạn bảo tồn và tái thiết.

## Xưởng kho

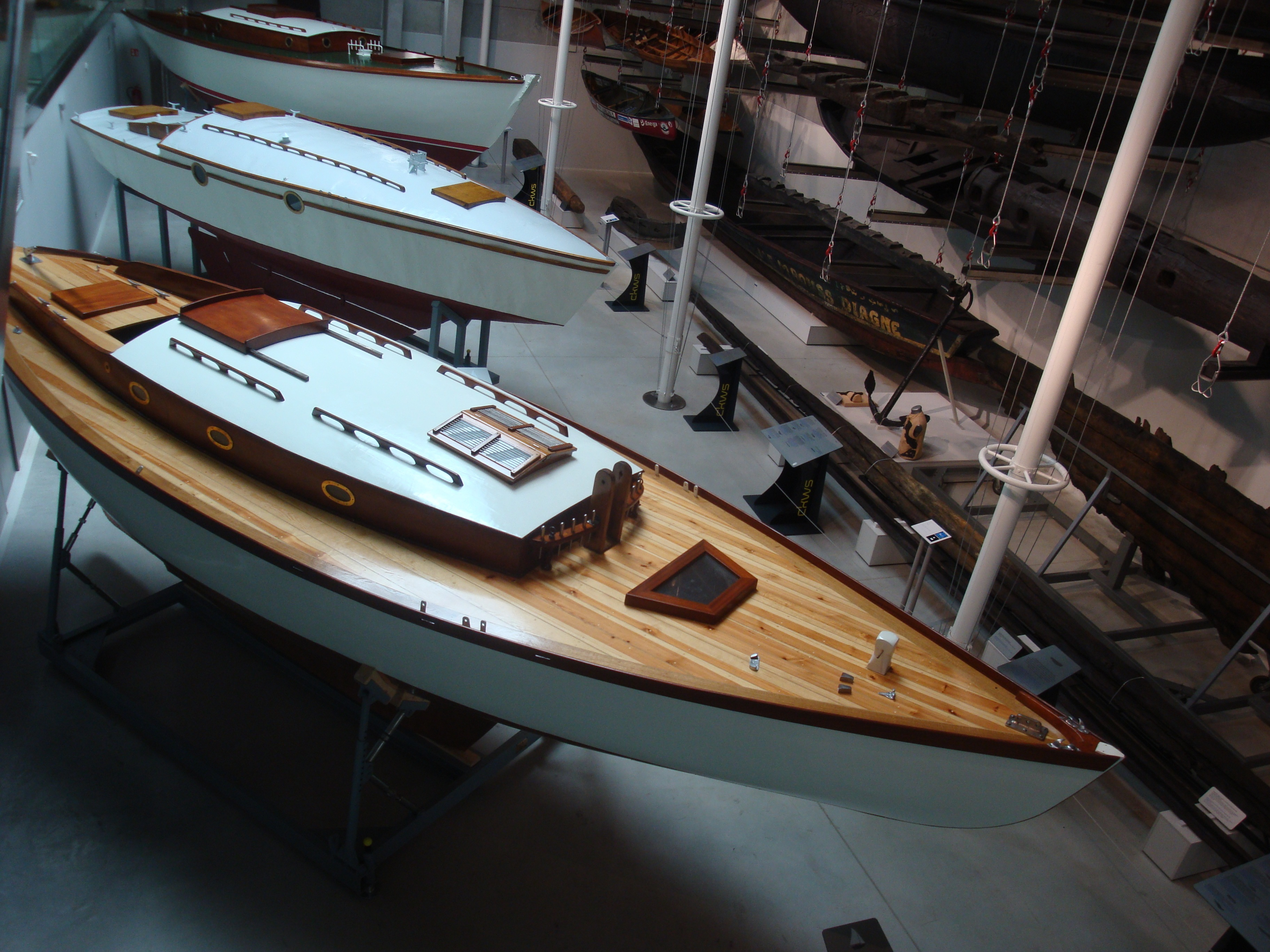
Thuyền được hiển thị trong phần kho studio

Xưởng kho phục vụ như một không gian triển lãm lớn. Dọc theo một trong những bức tường, những chiếc thuyền lịch sử và những mảnh thuyền được treo trên tường. Những chiếc thuyền có nguồn gốc từ Ba Lan (những chiếc thuyền được trình bày lâu đời nhất được đóng vào thế kỷ 5 và 7 sau Công nguyên) và từ Châu Phi (được mua lại bởi các thuyền viên Ba Lan). Triển lãm cũng có một bộ sưu tập thuyền kayak từ những năm 1930 đến 1950.
Diện tích sàn được sử dụng để hiển thị các yếu tố tàu lớn như sống thuyền và mảnh bên của The Copper Ship (Miedziowiec). Triển lãm được hoàn thành bởi ba du thuyền lịch sử: Opty (du thuyền của Leonid Teliga, người Ba Lan đầu tiên đi vòng quanh thế giới một mình), Dal (trên đó Andrzej Bohomolec, Jerzy Świechowski và Jan Witkowski là những người Ba Lan đầu tiên đi thuyền qua Đại Tây Dương) và Kumka IV - một công trình tiên phong của Tadeusz Sołtyk, một trong những du thuyền hàn đầu tiên . 
Các vật thể nhỏ hơn (các vật dụng của thiết bị tàu và hàng hóa) được đặt trong các ngăn kệ kho của xưởng, nơi du khách có thể nhìn thấy chúng ở khoảng cách gần.

## Cơ sở du khách
Trung tâm tiến hành các hoạt động giáo dục (bài học từ bảo tàng và hướng dẫn tham quan hội thảo bảo tồn).
Bảo tàng có thể cho phép người khuyết tật. Các tour du lịch có hướng dẫn cho những người có thị lực kém được cung cấp, bao gồm khả năng khám phá các triển lãm được chọn bằng cách chạm vào chúng.